# 做酸酸
做酸酸是中国大陆的一首儿歌，旨在推广为了防治2019冠状病毒病而开展的全民核酸检测活动。该儿歌改编自云南消防为提醒民众注意有毒蘑菇的宣传影片中引用的云南民谣。2021年10月20日，西安大兴医院检验科的李攀在朋友圈发布改编说唱，讲述进行核酸检测工作的辛劳。2022年1月8日，郑州市委宣传部官方微博「郑州发布」发表了另一种改编版本，鼓励市民进行核酸检测并积极配合防疫。这一版本以幼儿化的叠词描述核酸检测，将红色盖子的采集试管和白色棉签称作「红管管、白签签」，并要求小朋友排队做核酸（「做酸酸」），并居家隔离防疫（「防冠冠」）。
部分市民表示歌曲能在沉闷的气氛中给他们带来放松。也有部分人认为这种宣传过于低级，将核酸检测教育成儿童的生活日常实在可悲。